# Luciola satoi
Luciola satoi is een keversoort uit de familie glimwormen (Lampyridae). De wetenschappelijke naam van de soort is voor het eerst geldig gepubliceerd in 2003 door Jeng & Yang in Jeng, Yang & Lai.